# Вологі ліси Негру та Бранку
Вологі ліси Негру та Бранку (ідентифікатор WWF: NT0143) — неотропічний екорегіон тропічних та субтропічних вологих широколистяних лісів, розташований на півночі Амазонії.

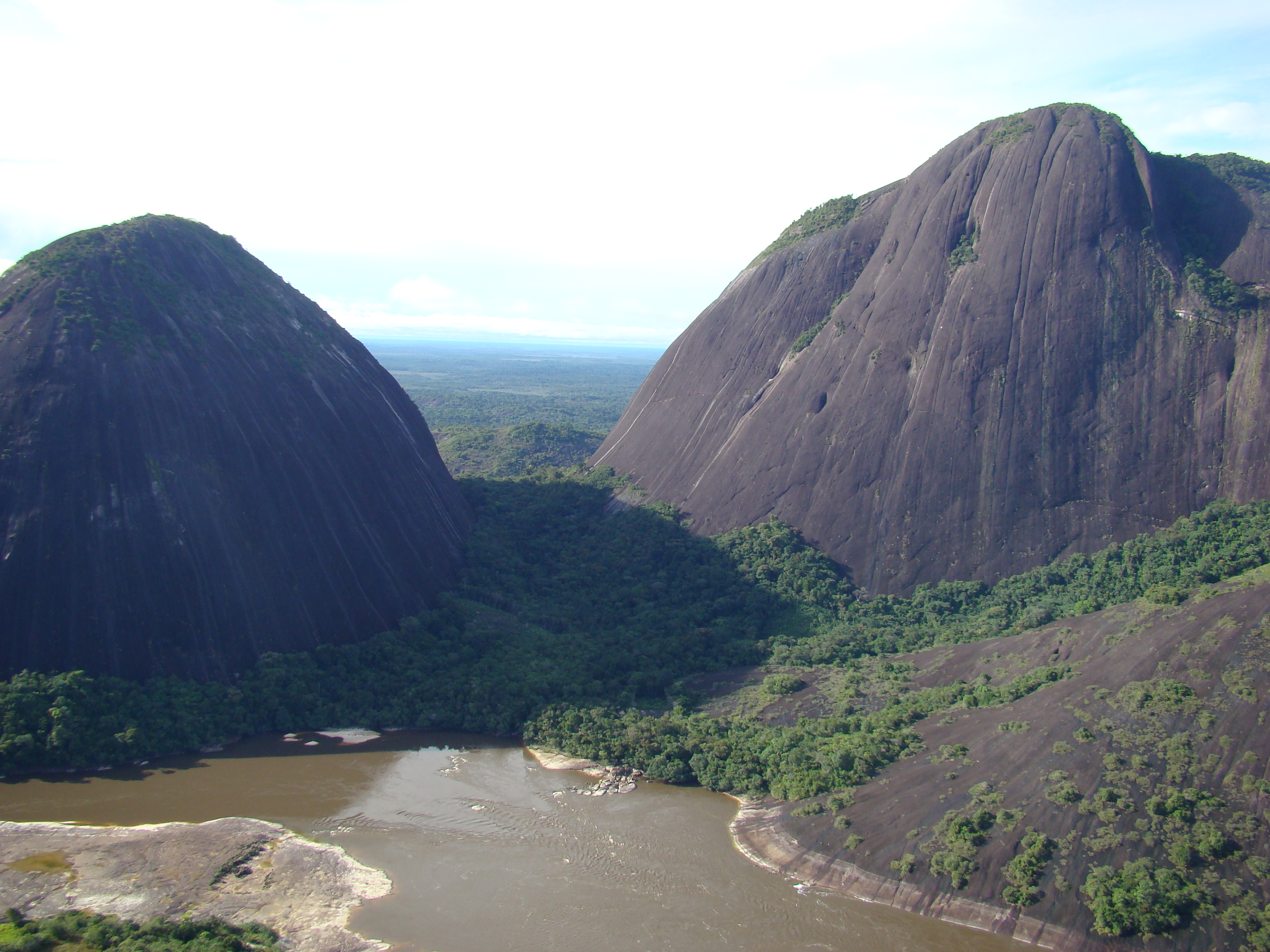
Річка Ініріда поблизу пагорбів Серрос-де-Мавекур

## Географія
Екорегіон вологих лісів Негру та Бранку простягається з північного заходу на південний схід через територію колумбійських департаментів Мета, Гуайнія і Вічада, південно-західну частину венесуельського штату Амасонас та територію бразильських штатів Амазонас і Рорайма. Він лежить на вододілі між басейном Ориноко та басейном Ріу-Негру, відомої в Колумбії як Гуайнія, — найбільшої притоки Амазонки. Річка Касік'яре, яка протікає через територію Венесуели, є великим рукавом річки Ориноко, який звертає на південний захід і впадає у Ріу-Негру, поєднуючи таким чином два великі річкові басейни.
Через територію регіону протікає багато річок з прозорою водою, а також чорноводних річок, вода яких забарвлена у темний колір через високий вміст гумінових кислот, які вимиваються з листя, та біловодних річок, у каламутній воді яких є багато завислих твердих поживних речовин. Північний кордон колумбійської частини екорегіону утворює чорноводна річка Вічада, а північний кордон венесуельської частини — прозора річка Вентуарі. Обидві річки є притоками Ориноко. Також притоками Амазонки є біловодні річки Гуав'яре та Ініріда, які протікають через колумбійську частину екорегіону. Південна межа екорегіону в Колумбії визначається середньою течією Гуав'яре та верхньою течією чорноводної Гуайнії або Ріу-Негру. Далі південна межа екорегіону проходить уздовж Ріу-Негру, яка протікає уздовж колумбійсько-венесуельського кордону і через територію Бразилії. Південно-східну межу екорегіону утворює Ріу-Бранку, головна притока Ріу-Негру.
З геологічної точки зору в екорегіоні переважають давні магматичні та метаморфічні породи Гвіанського щита, деякі з яких мають вік 1,8 млрд років, перекриті молодими осадовими породами. Рельєф регіону представлений рівнинами, пагорбами та невисокими піщаними плато, а його висота коливається від 120 м над рівнем моря на заході до понад 400 м над рівнем моря у Венесуелі, біля підніжжя Гвіанського нагір'я. Ґрунти переважно представлені піщаними, кислими, бідними на поживні речовини підзолами на старих алювіальних терасах.
На північному заході вологі ліси Негру та Бранку переходять у савани Льяносу, на північному сході — у вологі ліси передгір'їв Гвіани, на крайньому сході — у вологі ліси Уатуми та Тромбетасу, на півдні — у вологі ліси Жапури, Солімойнсу та Негру, а на південному заході — у вологі ліси Какети. На південному заході Колумбії та на півночі Бразилії ліси екорегіону перемежовуються ділянками кампінарани.

## Клімат
В межах екорегіону переважає екваторіальний клімат (Af за класифікацією кліматів Кеппена). Середньорічна кількість опадів тут становить 2000-3000 мм, більшість з яких випадає в період з березня по вересень.

## Флора
В межах екорегіону зустрічаються різні рослинні угруповання, зокрема низинні та затоплювані вологі тропічні ліси, ізольовані ділянки чагарникових заростей та трав'янисті саваноподібні луки. У районах поблизу венесуельсько-колумбійського кордону, де переважають білі піщані ґрунти, зустрічаються високі або середньовисокі низинні ліси кампінарани. 
Ліси регіону більш подібні на ліси Гвіани, ніж на типову амазонську сельву. Тут зустрічається мало епіфітів та ліан, порівняно з лісами Західної Амазонії, натомість поширені представники родин Гумірієві (Humiriaceae), Рапатеєві (Rapateaceae), Тепуйникові (Tepuianthaceae), Чаєві (Theaceae) та Ксирісові (Xyridaceae), не характерні для решти Амазонії.
Однією з найкраще досліджених ділянок екорегіону є пенеплен, по якому протікає річка Касік'яре. Тут поширена мозаїка лісів, саван та трав'янистих луків, а уздовж чорноводних та біловодних річок простягаються заболочені ліси ігапо та варзеа. Також у заплавах річок зустрічаються невисокі вічнозелені затоплювані пальмові ліси заввишки до 20 м. У них домінують різні види пальм, зокрема звивисті мавріції (Mauritia flexuosa) та колючі буріті (Mauritiella aculeata), а також каатингові асаї (Euterpe catinga), щетинясті іріартелли (Iriartella setigera) та ходячі сократеї (Socratea exorrhiza), які утворюють густі зарості.
Ліси, що ростуть у районах, що не затоплюються водою під час повеней, відомі як ліси терра-фірме. У них переважають амазонійські лекуентеї (Lecointea amazonica), сизолисті клатротропіси (Clathrotropis glaucophylla) та жилчасті пурпуровосередечники (Peltogyne venosa), а також різні види окотей (Ocotea spp.), нектандр (Nectandra spp.), ліканій (Licania spp.), тріхілій (Trichilia spp.), гуарей (Guarea spp.), тулісій (Toulicia spp.), ерісм (Erisma spp.) та руїстераній (Ruizterania spp.), які утворюють лісовий намет на висоті 40 м над землею. Також у цих лісах зустрічаються високі пальми, зокерема енокарпуси (Oenocarpus spp.), сократеї (Socratea spp.), леопольдінії (Leopoldinia spp.) та бактріси (Bactris spp.).
У басейні Ріо-Негро на південному сході екорегіону через велику щільність чорноводних річок та струмків зустрічаються великі ділянки лісів ігапо. Цей тип лісів поширений у районах, де переважають піщані, бідні на поживні речовини ґрунти, та які щороку затоплюються на 5-6 місяців чорноводними річками. Лісовий намет в ігапо розташований на висоті 35 м над землею. Серед дерев, поширених у затоплюваних лісах ігапо, слід відзначити видовжену віролу (Virola elongata), довгоквітконіжкову ешвайлерію (Eschweilera pedicellata), білоцвіту ешвайлерію (Eschweilera albiflora), широколисту альдіну (Aldina latifolia) та найбільшу макросаманею (Macrosamanea amplissima).
Незважаючи на переважно бідні ґрунти, флора екорегіону характеризується високим різноманіттям та рівнем ендемізму. Ендеміками екорегіону є низка родів рослин, зокрема Duckeanthus, Heteropetalum, Pseudephedranthus, Angostylis, Astrococcus та Chonocentrum, а також пальма піассава (Leopoldinia piassaba), яка має важливе господарське значення.

## Фауна
Фауна регіону не вирізняється особливим біорізноманіттям серед інших екорегіонів Амазонії. Вона включає 194 види ссавців та 486 видів птахів. Серед великих ссавців, поширених в лісах екорегіону, слід відзначити південноамериканського тапіра (Tapirus terrestris), звичайного пекарі (Tayassu pecari), ошийникового пекарі (Dicotyles tajacu), американську мазаму (Mazama americana), амазонійську мазаму (Mazama nemorivaga), рудого ревуна (Alouatta seniculus), гігантську видру (Pteronura brasiliensis), велику капібару (Hydrochoeris hydrochaeris), великого мурахоїда (Myrmecophaga tridactyla), бурогорлого лінивця (Bradypus variegatus) та південного двопалого лінивця (Choloepus didactylus), а також пуму (Puma concolor) та ягуара (Panthera onca), найбільших хижаків Амазонії. У річках регіону зустрічаються амазонські річкові дельфіни (Inia geoffrensis) та оринокські річкові дельфіни (Inia humboldtiana), а у нижній течії Ріу-Негру — прісноводні дельфіни тукуші (Sotalia fluviatilis) та амазонські ламантини (Trichechus inunguis).
Серед менших ссавців, поширених в регіоні, слід відзначити чубатого капуцина (Sapajus apella), білолобого капуцина (Cebus albifrons), саймірі Гумбольдта (Saimiri cassiquiarensis), чорного тіті (Cheracebus lugens), оцелота (Leopardus pardalis), маргая (Leopardus wiedii), ягуарунді (Herpailurus yagouaroundi), чагарникового пса (Speothos venaticus), тайру (Eira barbara), кінкажу (Potos flavus), ракуна-крабоїда (Procyon cancrivorus), амазонську носуху (Nasua nasua), неотропічну видру (Lontra longicaudis), амазонську ласицю (Neogale africana), низинну паку (Cuniculus paca), чорного агуті (Dasyprocta fuliginosa), північноамазонську вивірку (Sciurus igniventris), південного опосума (Didelphis marsupialis), південного голохвостого броненосця (Cabassous unicinctus), карликового мурахоїда (Cyclopes didactylus) та американського тамандуа (Tamandua tetradactyla). Ендеміками екорегіону є уакарі Айреса (Cacajao ayresi), а майже ендемічними його представниками — чорноголові уакарі (Cacajao melanocephalus) та неблінські уакарі (Cacajao hosomi).
Серед поширених в екорегіоні птахів слід відзначити амазонійського татаупу (Crypturellus variegatus), тонкодзьобого кракса (Crax alector), малого міту (Mitu tomentosum), коста-риканського голуба (Patagioenas subvinacea), гоацина (Opisthocomus hoazin), гуахаро (Steatornis caripensis), сірогрудого колібрі-шаблекрила (Campylopterus largipennis), буроголового колібрі-лісовичка (Thalurania furcata), велику гарпію (Harpia harpyja), амазонійську сплюшку (Megascops watsonii), амазонійського трогона (Trogon ramonianus), червонодзьобого тукана (Ramphastos tucanus), колумбійського тукана (Selenidera nattereri), чорноволу ятлу (Celeus torquatus), червоного ару (Ara macao), червоно-зеленого ару (Ara chloropterus), венесуельського амазона (Amazona amazonica), тринідадського амазона (Amazona ochrocephala), білолобого папугу (Deroptyus accipitrinus), синьоголового папугу-червоногуза (Pionus menstruus), амазонійського сорокуша (Thamnophilus amazonicus), гаянську пигу (Lipaugus vociferans), гвіанського гребнечуба (Rupicola rupicola), рудокрилого бієнтевіо (Myiozetetes cayanensis), буроголову інезію (Inezia subflava), амазонійського поплітника (Cantorchilus leucotis), жовтохвостого касика (Cacicus cela), зелену коноту (Psarocolius viridis), світлогорлу гутураму (Euphonia chrysopasta), пурпурову танагру-медоїда (Cyanerpes caeruleus), пурпурову тапірангу (Ramphocelus carbo) та блакитного цукриста (Dacnis cayana). Майже ендемічними представниками екорегіону є ориноцькі добаші (Picumnus pumilus), жовтогорлі кадуки (Myrmotherula ambigua), венесуельські кадуки (Myrmotherula cherriei), сірі покривники (Aprositornis disjuncta), сірочереві покривники (Ammonastes pelzelni), рудобокі мурав'янки-прудкокрили (Hypocnemis flavescens), буроголові віреончики (Hylophilus brunneiceps), венесуельські паї (Cyanocorax heilprini) та білошиї вівсянки (Sporophila fringilloides).
Герпетофауна екорегіону включає різноманітних амфібій і плазунів. Серед поширених в регіоні змій слід відзначити зелену анаконду (Eunectes murinus), звичайного удава (Boa constrictor), кайсаку (Bothrops atrox) і південноамериканського бушмейстера (Lachesis muta), а серед ящірок — звичайну ігуану (Iguana iguana) та золотого тегу (Tupinambis teguixin).

## Збереження
Через важкодоступність екорегіону місцеві ліси переважно залишаються незайманими. Населення регіону невелике і переважно зосереджене уздовж річок, а асфальтовані дороги відсутні. Більшість людей тут займаються дрібномасштабним натуральним сільським господарством, а уздовж річок ведеться лісозаготівля. Основними загрозами для збереження природи регіону є вирубка лісів та полювання.
Оцінка 2017 року показала, що 60 272 км², або 30 % екорегіону, є заповідними територіями. Природоохоронні території включають: Біосферний заповідник Альто-Ориноко-Касік'яре у Венесуелі та Національний парк Піку-да-Небліна в Бразилії.